# 4993 Cossard
4993 Cossard è un asteroide della fascia principale. Scoperto nel 1983, presenta un'orbita caratterizzata da un semiasse maggiore pari a 2,3696695 UA e da un'eccentricità di 0,0599088, inclinata di 6,93610° rispetto all'eclittica.